# Cases enteses com a front edificatori
Les Cases enteses com a front edificatori és una obra de Cervera (Segarra) protegida com a Bé Cultural d'Interès Local.

## Descripció
Conjunt d'habitatges entre mitgeres que formen part del nucli habitat al voltant del convent de Sant Francesc, a les proximitats del camí dels Horts. Les cases consten de planta baixa i dos pisos, més golfes. Les cobertes són de teula àrab i varien la seva inclinació entre una o dues vessants. Les façanes són de carreus de pedra, la majoria arrebossades i pintades amb elements treballats que emmarquen les obertures.